# Итаквакесетуба
Итаквакесетуба (порт. Itaquaquecetuba) град је у Бразилу у савезној држави Сао Пауло. Према процени из 2007. у граду је живело 334.914 становника.

## Становништво
Према процени из 2007. у граду је живело 334.914 становника.
| 1991.   | 2000.   |
| ------- | ------- |
| 164,957 | 272,942 |